# Terranova Sappo Minulio
Terranova Sappo Minulio es una localidad y comune italiana de la provincia de Reggio Calabria, región de Calabria, con 535 habitantes.

## Evolución demográfica
| Gráfica de evolución demográfica de Terranova Sappo Minulio entre 1861 y 2001 |
|                                                                               |
| Fuente ISTAT - elaboración gráfica de Wikipedia                               |